# Igor Tuta
Igor Tuta, radijski urednik, publicist, politik, kulturni delavec, * 14. marec 1945, Tolmin.

## Življenje in delo
Rodil se je v Tolminu, oče je bil Slavko (Venceslav), ekonomist, publicist in narodni delavec, mati kulturna delavka Marica Šorli, sestra učiteljice in pesnice Ljubke Šorli. Dve leti po njegovem rojstvu se je družina preselila najprej v Gorico, nato leta 1950 v Sesljan pri Trstu. Slovensko osnovno šolo je Igor obiskoval v Sesljanu, nato 5. razred v Rojanu in nižjo srednjo šolo pri Sv. Jakobu v Trstu. Nato se je vpisal na slovenski klasični licej v Trstu, kjer je maturiral leta 1965. Istočasno je študiral klavir na Glasbeni matici. Od leta 1970 do vpokojitve je bil v službi na slovenskem oddelku RAI na Radiu Trst A, kjer je postal urednik oddaj za goriško in videmsko pokrajino in so po njegovi zaslugi začeli oddajati prispevke o Benečiji in kasneje tudi o Reziji. Leta 1982 so na RAI dodelili Slovencem v Italiji tudi nekaj televizijskih programov in Igor Tuta si je prizadeval, da bi se povezovali tudi z Ljubljano in Celovcem, tako je nastala televizijska povezava Lynx s Koprom, ki še danes vsak dan oddaja slovenska poročila iz Trsta in iz Ljubljane. Od leta 1970 je Igor Tuta vpisan v časnikarsko zbornico kot publicist. Leta 1975 se je oženil z Alenko Rebulo, s katero si je ustvaril družino v Sesljanu.
Igor Tuta je že zgodaj začel s kulturnim delovanjem. Od leta 1958 je član Slovenskih tržaških skavtov, pobudnik je bil za skavtske skupine v Mavhinjah (1970) in v Devinu (1973), sodeloval je pri ustanovitvi SZSO - Slovenske zamejske skavtske organizacije. Član je italijanskega združenja za skavtsko filatelijo - AISF. Leta 1965 je sodeloval pri obnovitvi Prosvetnega društva Igo Gruden v Nabrežini in pri ustanovitvi športnega društva Sokol v isti vasi, sodeloval je pri gledališkem krožku društva in pri marsikateri pobudi. Mnogo let je bil član žirije na Zamejskem festivalu amaterskih dramskih skupin v Mavhinjah.
Politično je bil najprej blizu stranki SSk - Slovenska skupnost, saj je bil že leta 1970 pobudnik za ustanovitev Mladinske skupine v okviru stranke SSk in tudi član njenega pokrajinskega sveta. Leta 1976 se je včlanil v italijansko Socialistično stranko (PSI - Partito Socialista Italiano) in je bil aktiven član slovenske komisije. Za PSI je bil leta 1985 izvoljen v občinski svet občine Devin-Nabrežina, kjer je bil najprej odbornik za turizem in okolje, nato je prevzel odborništvo za javna dela. Med leti 1985–90 je bil član izvršnega odbora Kraške gorske skupnosti in od leta 1989 je bil podpredsednik tržaške turistične ustanove. Meseca marca 1988 je izstopil iz stranke PSI, da je lahko glasoval za ohranitev slovenskega župana v Nabrežini.
Leta 1974 je bil Igor Tuta med ustanovnimi člani raziskovalnega inštituta SLORI. Leta 2011 je bil izvoljen za predsednika Zveze slovenskih kulturnih društev - ZSKD, leta 2016 pa je funkcijo opustil, da bi prepustil prostor mlajšim.
Igor Tuta je izredno ploden publicist, saj je s pisanjem začel že v mladih letih. Svojo prvo pesem je objavil v mladinskem listu Pastirček, redno je objavljal v Literarnih vajah, leta 1965 je prejel literarno nagrado na Radiu Trst A pri natečaju za izvirno novelo, naslednjega leta je bil med soustanovitelji revije Zaliv, v katero je nato redno pisal.  Tedensko je pisal članke o družbenih in manjšinskih vprašanjih za Novi glas, objavljal je tudi v Mladiki, Jamboru, Primorskem dnevniku, Gospodarstvu, Mostu in še kje. Nekaj gesel je napisal tudi za PSBL - Primorski slovenski biografski leksikon. Leta 2024 je Tuta poskrbel, da so izdali knjigo italijanskega publicista Angela Vivanteja Jadranski iredentizem. Težko sožitje med Avstrijci, Italijani, Slovenci in Hrvati na Primorskem, ki jo je prevedel Alojz Rebula v mladih letih. Posveča se tudi prevajanju.
Igor Tuta si je leta 1983 zelo prizadeval za obnovitev delovanja slovenskega tržaškega filatelističnega kluba »Košir«, kjer je še vedno tajnik društva. Vsak mesec pripravi za Primorski dnevnik rubriko Postiljon, kjer obvešča o filatelističnih zanimivostih in novostih. Za društvo Košir vodi tudi tečaje filatelije za slovenske dijake in tudi za tržaške zapornike. Tuta sodeluje tudi pri pripravi filatelističnih razstav in pri izdaji priložnostnih žigov z dvojezičnimi napisi v slovenščini in italijanščini ob priliki kakšne pomembnejše proslave.
Njegova mlajša sestra je slavistka in kulturna delavka Vera Tuta (*1947).